# Lycophotia artemisia
Lycophotia artemisia är en fjärilsart som beskrevs av Stoll 1782. Lycophotia artemisia ingår i släktet Lycophotia och familjen nattflyn. Inga underarter finns listade i Catalogue of Life.